# Koppe princeps
Koppe princeps là một loài nhện trong họ Corinnidae.
Loài này thuộc chi Koppe. Koppe princeps được Christa L. Deeleman-Reinhold miêu tả năm 2001.